# Gina Ryder
Gina Ryder (San Antonio, Texas; 23 de enero de 1977) es una actriz pornográfica estadounidense.
Ha trabajado para Adam & Eve, Wicked, Vivid, Sin City, Cal Vista/Metro, Legend, entre otras. Frecuentemente aparece en producciones de The Erotic Network, Spice, Canal Playboy y otros. Ha estelarizado más de 400 películas para adultos.

## Premios
- 2002 Premios AVN nominada a mejor actriz- Video[1]